# 夏瑚
夏瑚（？—？），字宝成，号汉圣，浙江仁和（今杭州）人，清朝政治人物，監生出身。

## 生平
夏瑚於乾隆二十三年（1758年）接替宋清源，於台灣擔任台灣府台灣縣知縣。管轄約今台灣南部之嘉義縣、嘉義市、台南縣、市全境及高雄縣部份區域。該區域面積約為4500平方公里，也是清治時期台灣島之漢人集中地所在。乾隆二十五年（1760年）及乾隆二十八年（1763年）則兩度擔任台灣府淡水撫民同知。